# 胡海濱
胡海濱（1918年—2012年1月27日），汉族，新疆省焉耆縣（今屬新疆维吾尔自治区巴音郭楞蒙古自治州）四十城子人，中路和碩特部右旗扎薩克輔國公格恩當德爾養子。民國37年（1948年）在蒙古巴圖塞特奇勒圖中路盟選區當選第一屆立法委員。

## 生平[2][3][4]
- 新疆省立簡易師範學校（蒙哈師範學校）畢業
- 焉耆教訓班主任
- 焉耆行政專員公署教育處處長、專署科長
- 騎十團教官
- 和碩設治局副局長
- 和碩縣政府縣長
- 巴圖塞特奇勒圖中路盟盟長公署秘書
- 中國國民黨和碩縣縣黨部執行委員
- 新疆建設協會和碩分會主任
- 1954年12月，以一會期無故不出席論，依法註銷其立法委員名籍[5]
- 新疆自治區人民政府參事室參事
- 2012年1月27日，因病去世，享年94歲[6]

## 著作
- 「左曙萍在焉耆」，胡海濱，《巴音郭楞文史資料》第1輯慶祝新疆維吾爾族自治區成立三十周年，1985
- 「1933年焉耆戰亂的前前後後」，胡海濱，《新疆文史》，1992年第1期
- 「和碩特與和碩縣」，胡海濱，《和碩縣文史資料》第1輯，1993
- 「從任和碩設置局局長到任和碩縣縣長」，胡海濱，《和碩縣文史資料》第1輯，1993
- 「解放初和碩縣剿匪紀實」，胡海濱彭輔仁齊尚明，《和碩縣文史資料》第1輯，1993
- 「解放前和碩縣教育概況」，胡海濱張廣亮，《和碩縣文史資料》第1輯，1993